# اريك ويلسون (رسام)
اريك ويلسون (بالإنجليزية: Eric Wilson)‏ هو رسام أسترالي، ولد في 5 يناير 1911 في Annandale, New South Wales ‏ في أستراليا، وتوفي في 25 نوفمبر 1946 في سيدني في أستراليا.